# Strypi
Strypi est le nom d'une fusée-sonde des États-Unis. Elle possédait deux étages : deux fusées Recruit pour le premier et la fusée Castor au deuxième. La Strypi pouvait atteindre une altitude maximale de 200 kilomètres. Elle avait un diamètre de 79 centimètres.
La fusée-sonde a été initialement conçue et fabriquée en 1962 par des équipes des Laboratoires Sandia travaillant 24 heures sur 24 dans le cadre d'un programme d'essais nucléaires mis en branle avant l'imposition d'un moratoire à la suite de la signature du traité d'interdiction partielle des essais nucléaires en octobre 1963. Elle devait emporter une charge nucléaire dans l'espace lors d'essais hors de l'atmosphère. Bien qu'elle n'ait jamais servi à de telles fins, elle est devenue le modèle de base pour les futurs développements de fusées aux Laboratoires Sandia. Le nom de la fusée provient des efforts des équipes du laboratoire qui « avait attrapé le tigre par la queue ».
En 1968, une fusée Strypi modifiée a servi à tester des boosters dans le cadre du Material Test Vehicle. Bien que les essais nucléaires atmosphériques étaient bannis à ce moment, l'Armée de l'Air américaine continuait à développer différents moyens de test dans le cadre du Test Readiness Program (en) si un jour le moratoire venait à être levé.